# Teatro Persio Flacco
Il Teatro Persio Flacco è un teatro di Volterra, in provincia di Pisa.
Si tratta di un esempio di teatro all'italiana che deve la sua originalità nel panorama toscano per essere stato realizzato all'interno dello storico palazzo Incontri-Viti.

## Storia
All'inizio dell'Ottocento, il  teatro dell'Accademia dei Sepolti, era giudicato ormai inadeguato alle esigenze della città e pertanto una società di nobili volterrani avviò le pratiche per la realizzazione del nuovo teatro che, costruito su progetto dell'architetto Luigi Campani nel cortile del Palazzo Incontri, venne inaugurato il 15 agosto 1820 con una commedia allestita dalla Compagnia Raftopolus con la celebre prima donna Anna Pieri (secondo quanto riportato recentemente da una ricerca di Simone Migliorini) La nuova struttura comprendeva una sala ovoidale con 82 palchi su quattro ordini e con decorazioni di Niccolò Contestabili di Pontremoli (volta della sala e sipario). L'Accademia dei Riuniti, costituitasi per la realizzazione e la gestione del teatro, organizzava di norma due stagioni: una per il carnevale e l'altra per l'estate.
Dal 1923 il teatro cominciò a ospitare regolarmente anche spettacoli cinematografici e in questa occasione venne arretrato l'originario palcoscenico per aumentare la capienza della sala e per creare il golfo mistico per l'orchestra.
Altri interventi di adeguamento ai solai e ai parapetti dei palchi (sostituzione degli originali in legno con nuovi in cemento armato) sono stati eseguiti nel 1961.
Dopo circa 17 anni di chiusura per inagibilità nel 1999, grazie a Piergiovanni Marchi, torna a nuova vita ristrutturato e messo a norma secondo i più perfetti requisiti di sicurezza. Teatro tra i più importanti belli e grandi della Toscana.
Nel 1821 piacque a tal punto la sua realizzazione architettonica che il progetto dell'Architetto Campani fece il giro d'Italia e molti teatri all'italiana più piccoli o grandi del Persio Flacco successivi alla sua costruzione hanno beneficiato spunti proprio dal progetto Campani che è stato richiesto, come documentato dall'Accademia, in ogni parte d'Italia.

## Descrizione
Il teatro conserva come prospetto principale la facciata rinascimentale del palazzo Incontri ed è dotato di un foyer e di altri ambienti antistanti la sala ricavati dal piano terra del palazzo del quale mantengono le caratteristiche di dimora nobiliare.
La sala invece è stata ricavata nel cortile e negli ultimi due ordini di palchi e nel sottotetto sono ancora visibili tracce della decorazione rinascimentale della facciata interna del palazzo.
Questo importante e caratteristico esempio di luogo teatrale storico appartiene ancora oggi all'Accademia dei Riuniti e, dopo un periodo di chiusura negli anni 1980 per lavori di adeguamento alle vigenti norme antincendio e antinfortunistiche, ha ripreso la sua gloriosa attività.